# Hra pro virtuální realitu

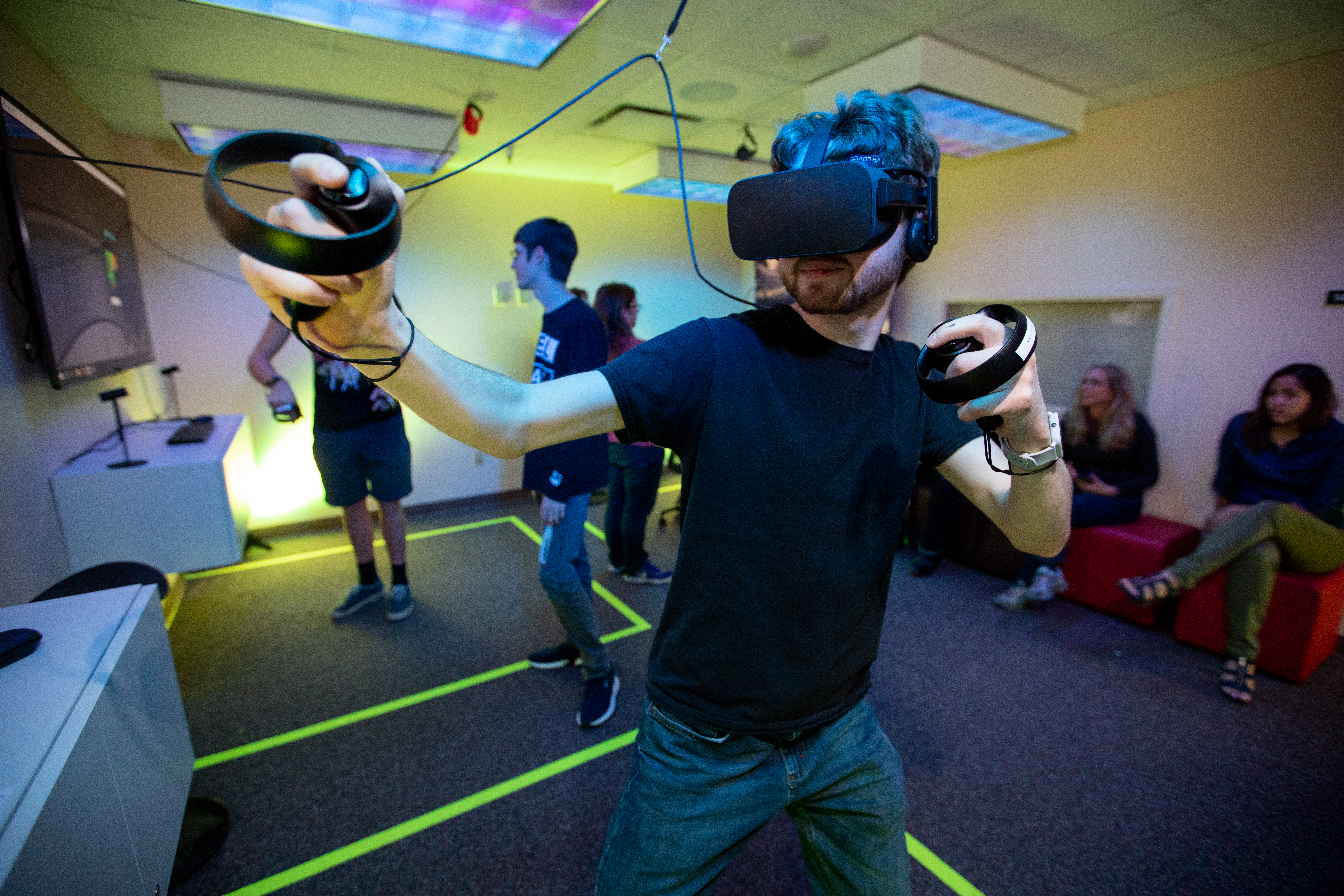
Hráč VR s brýlemi Oculus Rift a s příslušnými ovladači.

Hra pro virtuální realitu (zkráceně též VR hra) je videohra určena k hraní pomocí zařízení pro virtuální realitu (VR). Většina her pro VR je založena na hlubokém ponoření hráče do herního prostředí, obvykle prostřednictvím VR brýlemi (headsetu) s jedním či více ovladači.
Virtuální realita (VR) je technologie umožňující interakci s počítačem vygenerovaným prostředím v reálném čase.  Herní průmysl podnikl první pokusy o virtuální realitu již v 80. letech, nejvýrazněji s Power Glove od společnosti Mattel a Virtual Boy od Nintenda. S uvedením prvního spotřebitelského VR produktu, Oculus Rift, v roce 2013 následovaly brzy i VR hry, včetně stávajících her upravených pro VR hardware a nových her navržených přímo pro virtuální realitu. Přestože VR hardware a hry během zbytku desetiletí rostly jen pozvolna, hra Half-Life: Alyx, plně VR titul vyvinutý společností Valve a vydaný v roce 2020, byla považována za klíčovou aplikaci pro VR hry.

## Historie

### První VR hry
V roce 1968 počítačový vědec Ivan Sutherland spolu se svým studentem Bobem Sproullem vyvinul „The Sword of Damocles“, který je považován za první systém s head-mounted displejem a trojrozměrným sledováním pohybu. Ačkoli byl průlomový, tento systém byl primárně výzkumným projektem a neobsahoval interaktivní herní prvky.
Za úplně první hru pro virtuální realitu (VR) je tím pádem považována Dactyl Nightmare, která byla vytvořena společností Virtuality v roce 1991. Tato arkádová multiplayerová hra ponořila hráče do 3D prostředí, kde se pohybovali po platformách a vyhýbali se útokům hrozivého pterodaktyla.

### VR hry ve světě
Nezávislá studia byla první, která začala s VR hrami experimentovat. Jejich cílem byla jednoduchost, často stylizovaná grafika a omezené možnosti pohybu (aby se předešlo nevolnosti). To se osvědčilo v roce 2016 ve hrách jako Superhot VR, Job Simulator, Arizona Sunshine a Hover Junkers.
Rok 2017 byl rokem, kdy se do světa VR zapojila i velká herní studia – s různými výsledky. Tento rok vyšly hry jako Skyrim VR, Fallout 4 VR, Resident Evil 7 a Doom VFR. Bethesda převedla The Elder Scrolls V: Skyrim do VR, zatímco id Software vytvořilo novou verzi Doomu (2016) pro virtuální realitu jako Doom VFR. Capcom navrhl Resident Evil 7 tak, aby nabízel poutavý herní zážitek jak na klasických obrazovkách, tak ve virtuální realitě.
Zatímco VR svět Skyrimu působil úchvatně, jeho neohrabané mechaniky a bojový systém brzo herní kouzlo zlomily. Grafika byla výrazně omezena, vzdálené objekty a cíle byly rozmazané a 2D menu narušovalo ponoření do hry. Přesto si VR verze udržuje vysoké hodnocení.
Resident Evil 7 je pravděpodobně nejlepším AAA VR titulem spolu s Half-Life: Alyx. Grafika byla optimalizována pro VR a pohyb je plynulý a přirozený. Díky úplnému ponoření do hry z pohledu první osoby nabízí úchvatný zážitek. Capcom také vyřešil problém vysokých cen VR zařízení tím, že vydal i klasickou verzi hry pro ploché obrazovky, což mu zajistilo další zdroj příjmů. Recenzenti chválili detailní vizuální zpracování ve VR, široké možnosti přizpůsobení a označili hru za důkaz, že VR není jen krátkodobý trend. Horor byl vždy populárním žánrem ve VR a až do vydání Half-Life: Alyx představoval Resident Evil 7 vrchol spojení hororu a AAA her ve virtuální realitě.

### České VR hry
Čeští vývojáři se výrazně zapsali do světa virtuální reality a herního průmyslu. Jedním z nejznámějších příkladů je hra Beat Saber, kterou vytvořilo české studio Beat Games. Tato hra, vydaná v roce 2018, si získala mezinárodní uznání díky své inovativní kombinaci hudby a pohybu ve VR prostředí. Intuitivní hraní, propracovaná vizuální a zvuková stránka učinily z Beat Saberu nejen globální hit, ale také příklad, jak může VR transformovat tradiční herní koncepty. Úspěch hry upevnil postavení českých vývojářů jako průkopníků a inovátorů na světové herní scéně.
Český herní průmysl však nezůstává jen u zábavy. Další projekty od českých tvůrců ukazuje široký potenciál VR i mimo oblast her. Mezi ně patří například simulace historie, které umožňují uživatelům prozkoumávat významné události a architekturu, nebo vzdělávací platformy, jež nabízejí interaktivní formy učení. Tyto projekty dokazují, že VR technologie má schopnost vtáhnout uživatele nejen do herního děje, ale také do vzdělávacího a kulturního kontextu.
Příspěvky českých vývojářů tak podtrhují nejen jejich kreativitu a technickou zdatnost, ale také sílu českého herního průmyslu formovat budoucnost VR jako nástroje pro zábavu, vzdělávání a poznání.

#### Beat Saber

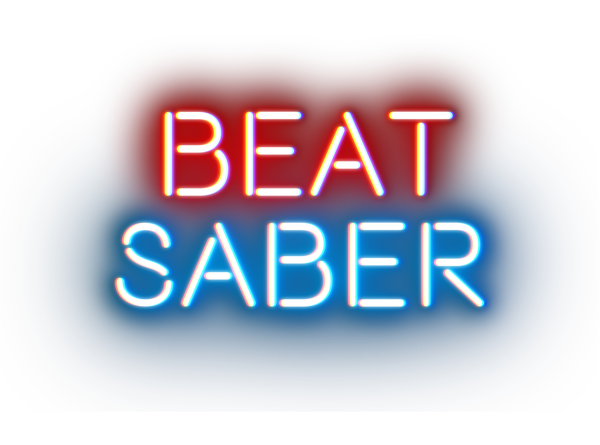
Logo Beat Saber

V únoru roku 2018 se v Praze zrodilo nezávislé herní studio Beat Games. Toto studio, založené třemi česko-slovenskými kamarády, Jaroslavem Beckem, Jánem Ilavským a Vladimírem Hrinčárem, vytvořilo populární hru zvanou Beat Saber.
Za pouhý rok se této hře podařilo prodat přes milion kopií, a v listopadu roku 2019 hru odkoupila společnost Facebook (Meta). Dnes je Beat Games nedílnou součástí týmu Oculus Studios a působí ze svých kanceláří v Praze.
Beat Saber je fenoménem ve světě VR her. Kombinací rytmické hratelnosti s intuitivním ovládáním hráči používají virtuální světelné meče k sekání bloků do rytmu hudby. Hra je oceňována pro svou přístupnost a oslovuje jak příležitostné hráče, tak nadšence do VR.
Mimo zábavu přispívá Beat Saber také k fyzické aktivitě, protože hráči musí pohybovat tělem, uhýbat a mávat rukama, což z ní dělá atraktivní alternativu k cvičení. Její inovativní design a globální úspěch (jasně patrný z milionů prodaných kopií) dokazují potenciál VR her pro propojení fitness a zábavy, což je trend, který stále nabírá na popularitě.
V roce 2018 byla hra vyhlášena jako nejlepší hra v ČR.

## Příslušenství

### VR brýle (headset)

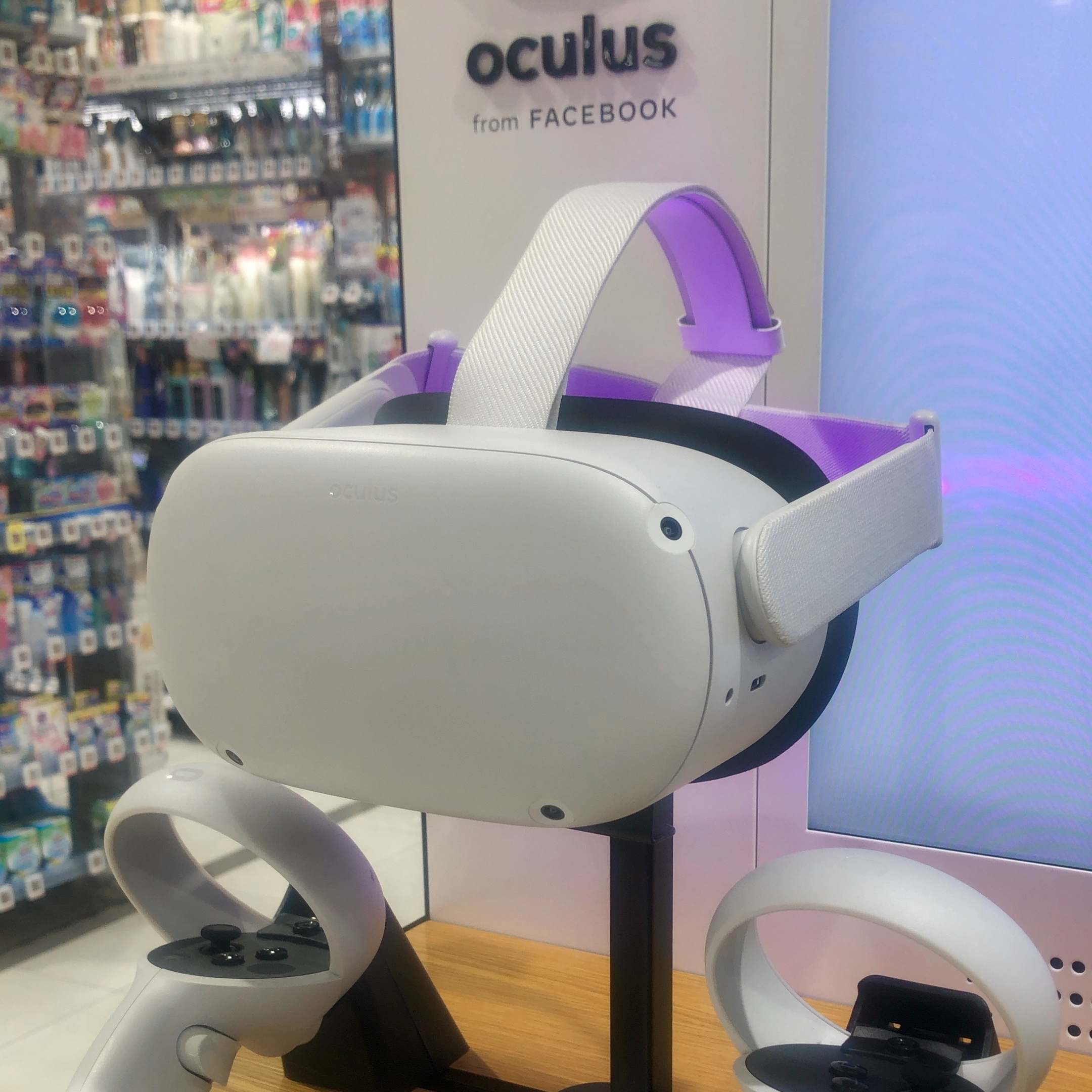
Oculus Quest 2 headset

Díky VR headsetům mohou hráči využít technologie, která jim umožňuje zcela se ponořit do trojrozměrného (3D) virtuálního světa. Senzory v těchto headsetech sledují pohyby hlavy uživatele a přenášejí tyto informace do zařízení, které upravuje virtuální prostředí tak, aby odpovídalo pohybům uživatele. Uživatelé tak mohou zkoumat a interagovat s virtuálním prostředím stejně, jako kdyby tam byli osobně.
Existuje několik druhů headsetů. Zatímco některé využívají mobilní telefon nebo počítač, ostatní modely jsou zcela samostatné. Mezi nejvíce známé modely patří Oculus Quest, HTC Vive, PlayStation VR, Google Cardboard a Apple Vision Pro. Každý z nich nabízí svoje specifické funkce.

## VR a zdravý životní styl
Virtuální realita není pouze o hrách, nabízí také široké možnosti podpory fyzické a psychické pohody. VR fitness hry, jako je Beat Saber nebo sportovní simulace, motivují uživatele k fyzické aktivitě zábavnou formou. Tyto hry poskytují alternativu k tradičnímu cvičení, čímž činí trénink dostupnější. Prostředí VR může také simulovat venkovní aktivity, což uživatelům umožňuje věnovat se turistice nebo jízdě na kole, aniž by museli opustit domov.
Kromě fyzické kondice se VR uplatňuje i v oblasti duševního zdraví. VR se využívají k relaxaci, meditaci a terapii, pomáhá uživatelům zvládat stres a úzkost. Programy navržené pro expoziční terapii například umožňují jednotlivcům čelit a překonávat své obavy v kontrolovatelném virtuálním prostředí. Díky propojení inovací a péče o zdraví mění technologie VR způsob, jakým lidé přistupují ke zdraví, a činí jej přitažlivějším.
VR hry se používají také v rehabilitaci a fyzioterapii, kde nabízejí poutavé a přizpůsobitelné prostředí pro obnovení pohyblivosti. Navíc fitness hry jako Supernatural a FitXR podporují aktivní životní styl, díky čemuž je cvičení zábavnější a dostupnější.